# Amor, amor, amor
"Amor, Amor, Amor" é uma canção da cantora norte-americana Jennifer Lopez, com a participação do rapper porto-riquenho Wisin. Foi lançada nas plataformas digitais em 26 de abril de 2018, como segundo single do seu futuro nono álbum de estúdio Por Primera Vez, pelas gravadoras Nuyorican Productions e Sony Music Latin.

## Vídeo musical
O videoclipe de "Amor, Amor, Amor" foi dirigido por Jessy Terrero e filmado na estação de metrô de Bowery, em Manhattan, em setembro de 2017.

## Faixas e formatos
| Download digital / Streaming |                    |         |  |
| N.º                          | Título             | Duração |  |
| 1.                           | "Amor, Amor, Amor" | 3:18    |  |

## Desempenho
| Tabela musical (2018)                           | Melhor posição |
| ----------------------------------------------- | -------------- |
| Bolívia (Monitor Latino)                        | 11             |
| Chile Pop Songs (Monitor Latino)                | 10             |
| República Dominicana Pop Songs (Monitor Latino) | 8              |
| Equador (National-Report)                       | 39             |
| França (SNEP)                                   | 120            |
| Hungria (MAHASZ)                                | 21             |
| Itália (FIMI)                                   | 99             |
| Panamá Pop Songs (Monitor Latino)               | 9              |
| Polónia (Polish Airplay Top 100)                | 33             |
| Espanha (PROMUSICAE)                            | 60             |
| Suíça (Schweizer Hitparade)                     | 33             |
| Estados Unidos (Bubbling Under Hot 100 Singles) | 19             |
| Estados Unidos (Billboard Hot Latin Airplay)    | 1              |
| Estados Unidos (Billboard Latin Pop Airplay)    | 7              |
| Venezuela (National-Report)                     | 48             |

## Histórico de lançamento
| País  | Data                   | Formato(s)                 | Gravadora              | Ref.   |
| ----- | ---------------------- | -------------------------- | ---------------------- | ------ |
| Mundo | 10 de novembro de 2017 | Download digital streaming | Nuyorican / Sony Latin | [ 20 ] |